# Mbali
Mbali eller Lim är ett 275 km långt vattendrag i Centralafrikanska republiken, ett biflöde till Pama. Det rinner genom prefekturen Ombella-Mpoko, i den västra delen av landet, 160 km nordväst om huvudstaden Bangui. Vid Boali finns en serie vattenfall, Chutes de Boali.